# Consorci
Un consorci és una associació d'entitats amb personalitat jurídica.
- Pot ser una associació econòmica en la qual una sèrie d'empreses tenen l'ànim de desenvolupar una activitat conjunta mitjançant la creació d'una nova societat. Generalment es dona quan en un mercat amb barreres d'entrada diverses empreses decideixen formar una única entitat amb la finalitat d'elevar el seu poder monopolista. Es diferencia del trust en que les empreses mantenen llur independència jurídica.[3][4][5]
- També es denomina consorci l'acord pel qual els accionistes d'empreses independents accedeixen a lliurar el control de les seves accions a canvi de certificats de consorci que els donen dret de participar en els guanys comuns d'aquest consorci. Els participants en el consorci es denominen Concorde. Un exemples de consorcis són el W3C, Airbus (al moment de crear-se l'any 1970) i en certa manera el Observatori Europeu Austral (ESO).
- En dret administratiu un consorci és una organització de dret públic entre una o més entitats públiques-Administració-i un o més subjectes o organitzacions de Dret Privat.[6][7]

## El consorci com institució jurídica
El Consortium, com associació o acció concertada implica un grup de persones o empreses que han acordat col·laborar entre elles de comú acord per la gestió d'interessos similars i recíprocs. Parteix d'una base associativa, però no es tracta d'una simple associació ni d'una societat mercantil o civil, sinó que es perfila com una nova categoria jurídica, com un model de col·laboració per la promoció i execució d'obres i serveis d'interès general. Ja en el dret romà hi havia referències a la figura del consorci, tot i que societat, associació i consorci es consideraven el mateix; segons Gai Aquil·li Gal deia que «consorcium est societas quad sortem», apuntant al caràcter associatiu que serveix
de suport al consorci. La majoria d'autors moderns insisteixen en aquesta dimensió del consorci, per exemple, segons Giovanni Salemi «el consorci és un instrument que l'ordenament jurídic ofereix a una pluralitat de subjectes per al desenvolupament en comú de certa activitat, que consistiria en la realització d'obres o en la prestació de determinats serveis, a través de l'associació dels subjectes interessats en aquests resultats.»
El consorci se situa en una posició d'intermediació entre subjectes i exerceix una certa activitat, tot i que és pròpia dels subjectes públics o privats. En termes generals, el consorci actua com un instrument al servei d'interessos col·lectius, un ens de gestió segons la terminologia d'alguns autors. Representa una tècnica de mediació que permet als membres organitzar-se i executar mancomunadament activitats en benefici de cadascun, interposant al seu servei un òrgan comú que assumeix només aquelles tasques encomanades de forma més eficaç des d'un centre d'imputacions col·lectives. El consorci només utilitzarà els béns precisos per portar a terme les seves funcions, i la resta són de lliure disposició pels components, de forma independent.

## Característiques i normativa
El consorci apareix en la legislació espanyola, en la dictadura, com una forma de cooperació provincial en les obres i els serveis municipals en el Reglament d’organització, funcionament i règim jurídic de les corporacions locals, de 17 de maig de 1952. Posteriorment, el Reglamento de Servicios de las Corporaciones locales de 1955 va establir que les corporacions locals podien constituir consorcis amb diferents entitats locals per instal·lar o gestionar serveis d’interès general, amb caràcter voluntari i els va dotar de personalitat jurídica pròpia per al compliment de les seves finalitats, però no preveia que entitats privades en formessin part, ni els atorgava la consideració d’ens locals. La Llei 7/1985, de 2 d'abril, Reguladora de les Bases del Règim Local. atribueix als consorcis la condició d’ens locals, però tampoc no admet la participació d’entitats sense ànim de lucre, configurant els consorcis com una eina de cooperació econòmica, tècnica i administrativa entre l’administració local, autonòmica i local per a la prestació de serveis locals i la cooperació en assumptes d’interès comú. La Llei 30/1992, de Règim Jurídic de les Administracions Públiques, també actualment derogada, va permetre la regulació dels consorcis com una organització comuna, amb personalitat jurídica pròpia per a la gestió dels convenis de col·laboració entre l’Administració General de l’Estat, els seus organismes públics vinculats i les comunitats autònomes, i posteriorment la regulació dels consorcis en les normatives autonòmiques han propiciat la constitució de consorcis formats no únicament per ens locals sinó també per l’Administració autonòmica i per l’Administració general de l’Estat.
Actualment, els consorcis públics estan contemplats en la legislació espanyola en la Llei 40/2015, d’1 d’octubre, de règim jurídic del sector públic, concretament en els articles 118 a 127, tenen caràcter bàsic, excepte l'article 123.2 que, per excepció no la té.
Precisament a l'article 118 es defineixen els consorcis com entitats de dret públic, amb personalitat jurídica pròpia i diferenciada, creades per diverses administracions públiques o entitats integrants del sector públic institucional, entre si o amb participació d'entitats privades, per al desenvolupament d'activitats d'interès comú dins de l'àmbit de les seves competències. Els consorcis poden complir activitats de foment, prestacionals o de gestió comuna de serveis públics, creats prèvia autorització per llei.

### Consorcis públics a Catalunya
A Catalunya per la Llei 26/2010, del 3 d'agost, de règim jurídic i de procediment de les administracions públiques de Catalunya, es regulen les normes de procediment administratiu que derivin de les particularitats del dret substantiu de Catalunya o de les especialitats de l'organització de la Generalitat.
Per tant, com a característiques els consorcis són entitats de dret públic, poden ser part d'un consorci de la Generalitat i altres administracions públiques, excepcionalment també hi poden formar part entitats privades sense ànim de lucre. Tenen un caràcter associatiu i naturalesa voluntària i personalitat jurídica pròpia. Disposen de capacitat per crear i gestionar serveis i dur a terme activitats i obres en els termes establerts per la normativa aplicable a les administracions i entitats públiques consorciades. El consorci es regeix pels seus estatuts, amb contingut mínim establert per l'article 114 de la llei de règim jurídic i de procediment de les administracions públiques de Catalunya (LRJPACat). Com en la resta d'organismes públics, l'eficiència i la necessitat de transparència en l'actuació de l'administració constitueix una peça per a garantir la confiança ciutadana en les institucions públiques, i una eina per assolir unes institucions públiques èticament exemplars i íntegres.

### Consorcis públics a les Illes Balears
La llei 7/2010, de 21 de juliol, del Sector Públic instrumental de la Comunitat Autònoma de les Illes Balears en el seu títol III acull la regulació dels denominats consorcis de la comunitat autònoma de les Illes Balears, que d’acord amb els criteris de vinculació que estableix l’article 85.4 de la Llei 3/2003, de 26 de març, de règim jurídic de l’Administració de la comunitat autònoma de les Illes Balears, considera la seva personificació juridicopública, s'han de considerar integrats en el sector públic de la comunitat autònoma i, per tant, subjectes a l’ordenament autonòmic. La regulació d’aquests consorcis s'efectua, en tot cas, de manera separada dels organismes públics típics, atesa la naturalesa peculiar associativa i la configuració essencialment estatutària d’aquest tipus d’ens. Es pretén que la creació i l’existència respongui a necessitats efectives derivades de les exigències pròpies de les funcions encarregades i s'evita que sigui per eludir l’aplicació íntegra del dret públic.

## Exemples
El pes del sector públic en l’economia catalana és molt elevat i una part significativa de l’activitat del sector públic es fa a través dels consorcis i de les fundacions, amb un desenvolupament molt important, tant en l'àmbit local com autonòmic i estatal.
Els principals elements que han caracteritzat la creació dels consorcis són: La incorporació dels consorcis a la legislació de les administracions públiques com a organització comuna en la gestió dels convenis de col·laboració entre l’Administració General de l’Estat i els seus organismes públics dependents i la seva regulació en diverses legislacions de les comunitats autònomes, per regla general la creació dels consorcis no obeeix a motivacions financeres ni a un ordre planificat, sinó a raons d’oportunitat política i a la necessitat de canalitzar en el moment de la seva constitució determinats fons públics per a la realització de polítiques públiques concretes. i la prestació dels serveis públics utilitzant entitats instrumentals amb diverses personalitats jurídiques sotmeses indistintament al règim jurídic públic o privat amb una pretesa i no sempre contrastada major eficàcia i eficiència.

### Tecnològics

#### Consorci Administració Oberta de Catalunya (Consorci AOC)
El Consorci Administració Oberta de Catalunya es constitueix per a l’impuls, la implantació i la utilització de les tecnologies de la informació i de les comunicacions en el sector públic de Catalunya per a la millora de la gestió pública. La missió de l’AOC és impulsar la transformació digital de les administracions catalanes. El Consorci AOC està format per la Generalitat de Catalunya, amb una participació del 60%, i els governs locals, amb un 40%, representats per Localret. Les principals línies d'actuació són els serveis de col·laboració interadministrativa, serveis comuns d'e-administració i serveis bàsics d'identitat, firma i perdurabilitat electrònica.

### Sanitaris

#### Consorci Hospital Clínic de Barcelona (HCB)
L'objecte de l'Hospital Clínic de Barcelona és la realització d'activitats sanitàries i sociosanitàries al servei dels ciutadans, així com docents, de recerca, d'investigació i innovació sanitària. La Llei 2/2014, del 27 de gener, de mesures fiscals, administratives, financeres i del sector públic, mitjançant la disposició addicional quarta, va autoritzar el Govern a iniciar el procés per dotar l’Hospital Clínic i Provincial de Barcelona de personalitat jurídica com a consorci. El nou consorci Hospital Clínic de Barcelona (HCB) està integrat pel Servei Català de la Salut, al qual resta adscrit, i per la Universitat de Barcelona.

#### Consorci Corporació Sanitària Parc Taulí de Sabadell
Va ser creat pel Decret 341/1986, de 13 d'octubre per tal de desenvolupar activitats d'assistència hospitalària a la ciutat de Sabadell de manera conjunta. El 2014 el Consell de Govern de la Corporació va aprovar la proposta de nova redacció dels Estatuts amb la consideració del Consorci com a Hospital Universitari de la Facultat de Medicina de la UAB.D'àmbit territorial i d'actuació Sabadell i la seva àrea sanitària d'influència, consorci format per la Generalitat de Catalunya, l'Ajuntament de Sabadell i la Universitat Autònoma de Barcelona.

### Científics

#### Consorci Parc de Recerca Biomèdica de Barcelona (PRBB)
El Consorci PRBB és una gran infraestructura científica, gestiona i manté el patrimoni del parc i les seves instal·lacions; a més, gestiona l’estabulari com a servei científic. El consell rector del Consorci PRBB està integrat per la Generalitat de Catalunya, l'Ajuntament de Barcelona i la Universitat Pompeu Fabra. Els centres independents de recerca ubicats al PRBB es dediquen a la recerca en l'àmbit de les ciències de la vida, la salut humana i la biomedicina, formen una coalició interinstitucional i estan connectats, els espais són oberts i compartits, accessibles en un únic edifici. El pressupost agregat de totes les entitats supera els 100 milions d'euros anuals. Inaugurat el 2006 és un campus de producció intensiva de coneixement amb personal investigador d'alt nivell i caràcter internacional. Formen part del PRBB: l'IMIM (actual Institut Hospital del Mar d'Investigacions Mèdiques), desenvolupa recerca orientada a la clínica i salut pública; Departament de Medicina i Ciències de la Vida de la UPF (MELIS-UPF); Centre de Regulació Genòmica (CRG), centre basat en un model no funcionarial d'organització de la recerca, té com a objectiu promoure la recerca bàsica en els àmbits de la genòmica i de la proteòmica.; Institut de Salut Global de Barcelona; Institut de Biologia Evolutiva (IBE-CSIC-UPF); Laboratori Europeu de Biologia Molecular, exploren el desenvolupament dels teixits i òrgans i la modelització de les malalties.